# Åderblad
Åderblad (Fittonia albivenis, tidigare Fittonia verschaffeltii) är en krypande växt som ursprungligen kommer från nordvästra Sydamerika. Den odlas ofta som krukväxt i övriga världen.